# Bezdrevský potok
Der Bezdrevský potok, auch Netolický potok bzw. Soudný potok (deutsch Bestrewer Graben, abschnittsweise auch Straskabach, Brusner Bach, Nettolitzbach, Poderischtbach, Mühlbach, Altbach bzw. Saudny-Bach) ist ein linker Zufluss der Moldau in Tschechien.

## Verlauf
Der Netolický potok entspringt im Landschaftsschutzgebiet Blanský les nordwestlich des einschichtigen Hof Špatenka (Spatenka), einen Kilometer nördlich von Kuklov (Kugelweid). Seine Quelle befindet sich zwischen den Bergen Vlčí kopec (Wolfberg, 752 m n.m.) und Šibeník (787 m n.m.). An seinem nach Norden führenden Oberlauf bildet der Bach zunächst die Grenze zwischen dem Blanský les und der Libínská hornatina (Libiner Bergland); auf diesem Abschnitt fließt der Netolický potok vorbei an Smědeček (Klein Zmietsch), Třešňový Újezdec (Wagnern), Vodice (Woditz), Šilnar, Lhenice, Nový Dvůr (Neuhof), Brusná, U Jonátů, U Rolenců, Brusenský Mlýn (Brusner Mühle), Hrbov (Herbes), Ovčín (Bartelhof), Grejnarov (Greinerhof), Lužice, Bašta, Podroužský Mlýn und Peklo in die Netolická pahorkatina (Nettolitzer Hügelland). Hier speist er den Teich Mnich. Sein weiterer Lauf führt über Na Bahnech, Na Horáku durch die Stadt Netolice. Ab der Siedlung U Maxů fließt der Bach nach Nordosten an Triumpf, Třetina, Olšovice, Podeřiště (Poderischt), Poděhusy, Hláska (Hlaska) vorbei durch den Landstrich Zbudovská Blata im Budweiser Becken. Hier wird der Bach Soudný potok (Saudny-Bach bzw. Altbach) genannt. An seinem weiteren, nunmehr nach Osten führenden Lauf liegen Lékařova Lhota, Hlavatce, Sedlec, Sedlecký Dvůr und Novosedly (Neusattel).
Bei Zbudov (Zbudau) ändert sich die Richtung des Baches nach Südosten. Vorbei an Mydlovary, Překážka und U Vomáčků (Womackahof) fließt der Soudný potok nach Zliv, wo er die großen Fischteiche Zlivský rybník und Bezdrev (Bestrewer Teich) speist. Über seiner gefluteten Talsenke liegen die Orte Munice (Munitz), Pašice (Paschitz), Pištín, Češnovice (Tscheschnowitz), Zálužice (Saluschitz), Dasný und Vondrov (Wondrow). Bei Bezdrevská Bašta verlässt der Bach den drittgrößten Teich in Tschechien, den Bezdrev. Unterhalb davon führt der Bach auf seinen letzten drei Kilometern den Namen Bezdrevský potok. Sein Unterlauf führt vorbei am Jagdschloss Ohrada, Sudárna, dem Bahnhof Hluboká nad Vltavou und Bavorovice. Nach 44 Kilometern mündet der Bezdrevský potok nördlich von Bavorovice in die Moldau.
Der Bezdrevský potok ist auf dem größten Teil seines Laufes reguliert und begradigt. Nordwestlich von Zliv wurde das Sumpfland beiderseits des Baches als Naturreservat PR Mokřiny u Vomáčků unter Schutz gestellt; es ist einer der noch erhaltenen Sümpfe in der ansonsten durch Melioration trockengelegten Zbudovská Blata. Der angrenzende Hof U Vomáčků dient als Station der Landwirtschaftlichen Fakultät der Südböhmischen Universität České Budějovice.
Zwischen Netolice und Triumpf führt die Bahnstrecke Dívčice–Netolice entlang des Baches. Von Zbudov bis zum Bahnhof Hluboká nad Vltavou folgt die Bahnstrecke České Budějovice–Plzeň seinem Lauf; südöstlich des Bahnhofs überbrückt die Eisenbahn den Bach.

## Geschichte
Ursprünglich leitete auch der Bílý potok sein Wasser in den Bezdrevský potok. In Folge der umfangreichen Bachregulierungen in der Blata gilt der 15 Kilometer lange Bílý potok und einem Einzugsgebiet von 111,4 km² als Oberlauf des Radomilický potok. Heute führt vom Bílý potok am Teich Blatec ein Graben zum Teich Černá bei Dubenec. Die Wasser werden dann über den Jamský potok und den Olešník bei Zbudov wieder dem Bezdrevský potok zugeführt.
Bei Lékařova Lhota ist eine historische Steinbogenbrücke über den Bach erhalten.

## Zuflüsse
- Vadkovský potok (l), unterhalb Vodice
- Rapačovský potok (l), bei Hrbov
- Melhutka (l), bei Podroužský Mlýn, der Bach wird heute großteils über den Krčín-Kanal zum Schloss Kratochvíle geleitet.
- Třebánka (l), bei Netolice
- Strouha (l), bei Podeřiště
- Malovický potok (l), bei Zbudov
- Olešník (l), bei Zbudov
- Mlýnský potok (l), unterhalb von Zbudov
- Mydlovarský potok (l), oberhalb von Zliv
- Stoka (r), bei Zliv
- Mydlovarský potok (l), unterhalb von Zliv im Bezdrev
- Pištínský potok (r), im Bezdrev
- Břehovský potok (r), bei Češnovice im Bezdrev

## Abflüsse
- Mlýnský potok (l), oberhalb von Zbudov

## Durchflossene Teiche
- Mnich, bei Peklo
- Bezdrev, unterhalb von Zliv

In der Teichlandschaft Zbudovská Blata liegen beiderseits des Baches der Zlivský rybník, der Munický rybník, der Velký Zvolenov, der Naděje und weitere Teiche, die vom Bezdrevský potok über Grabensysteme gespeist werden.